# Хосе Луїс Гомес (футболіст)
Хосе Луїс Гомес (ісп. José Luis Gómez, нар. 13 вересня 1993, Сантьяго-дель-Естеро) — аргентинський футболіст, захисник клубу «Ланус».
Виступав, зокрема, за клуби «Расинг» (Авельянеда) та «Сан Мартін», а також олімпійську збірну Аргентини.

## Клубна кар'єра
У дорослому футболі дебютував 2012 року виступами за команду клубу «Расинг» (Авельянеда), в якій провів два сезони, взявши участь у 28 матчах чемпіонату. 
Своєю грою за цю команду привернув увагу представників тренерського штабу клубу «Сан Мартін», до складу якого приєднався 2014 року. Відіграв за Відіграв за наступний сезон своєї ігрової кар'єри. Більшість часу, проведеного у складі У складі, був основним гравцем захисту команди.
До складу клубу «Ланус» приєднався 2016 року. Відтоді встиг відіграти за команду з Лануса 38 матчів в національному чемпіонаті.

## Виступи за збірну
2016 року захищав кольори олімпійської збірної Аргентини. У складі цієї команди провів 3 матчі. У складі збірної — учасник футбольного турніру на Олімпійських іграх 2016 року у Ріо-де-Жанейро.

## Титули і досягнення
- Чемпіон Аргентини (1):

«Ланус»: 2016
- Володар Суперкубка Аргентини (1):

«Ланус»: 2016
Збірні
- Переможець Суперкласіко де лас Амерікас: 2017